# Segona batalla de Bull Run
La Segona batalla de Bull Run, també coneguda com la Segona batalla de Manassas, va ser duta a terme entre el 28 i el 30 d'agost de 1862, com a part de la Guerra Civil dels Estats Units.
Va ser la culminació de la campanya del Nord de Virgínia, una campanya ofensiva empresa per l'Exèrcit de Virgínia del Nord del general confederat Robert E. Lee contra l'Exèrcit de Virgínia del general unionista John Pope. Va ser una batalla d'una escala molt més gran que la Primera batalla de Bull Run. El resultat de la batalla va ser una victòria confederada aclaparadora, però va deixar l'Exèrcit de la Unió en gran part intacte.